# Segundas partes también son buenas
Segundas partes también son buenas es el nombre del octavo álbum de estudio grabado por el cantautor ítalo-venezolano Franco De Vita, Fue lanzado al mercado por la empresa discográfica Universal Music Latino el 19 de marzo de 2002, El álbum fue producido por el propio artista, coproducido por Ángel "Cucco" Peña y Luis Romero. Contiene canciones nuevas como Palabras del corazón y Cómo decirte no e incluye canciones antiguas como Louis, Latino y Sexo. 
Además Franco De Vita canta el tema Vuelve que había compuesto para este cantante puertorriqueño Ricky Martin en 1998 y que había obtenido el número 1° en los premios Billboard.

## Lista de canciones
Todas las canciones escritas y compuestas por Franco De Vita. 
| Segundas partes también son buenas |                                 |          |  |
| N.º                                | Título                          | Duración |  |
| 1.                                 | «Promesas»                      | 4:28     |  |
| 2.                                 | «Palabras del corazón»          | 4:17     |  |
| 3.                                 | «Vuelve»                        | 4:09     |  |
| 4.                                 | «Louis»                         | 4:45     |  |
| 5.                                 | «Latino»                        | 4:29     |  |
| 6.                                 | «Cómo decirte no»               | 4:14     |  |
| 7.                                 | «Aún vivo»                      | 4:03     |  |
| 8.                                 | «Lo qué espero de ti»           | 3:30     |  |
| 9.                                 | «Sexo»                          | 4:22     |  |
| 10.                                | «No hace falta decirlo»         | 4:15     |  |
| 11.                                | «Cómo apartarte de mí»          | 3:32     |  |
| 12.                                | «Cómo decirte no» (Versión pop) | 4:52     |  |
| 50:56                              |                                 |          |  |

### Pistas adicional en CD
| Bonus track |                   |                |          |  |
| N.º         | Título            | Escritor(es)   | Duración |  |
| 13.         | «Segundas partes» | Franco De Vita | 4:08     |  |